# ゲームさんぽ
ゲームさんぽとは、各分野の専門家と共にゲームをプレイし専門家独自の視点からゲームの世界を散歩するYouTubeの動画企画である。

## 概要
元々は美術館の学芸員であるなむが自身のYouTubeチャンネルに投稿し始めた企画である。
ライブドアニュースのYoutubeチャンネルとのコラボで人気を博した。その後「〇〇のプロと行くゲームさんぽ byライブドアニュース」として多彩な案内人と専門家を招きシリーズ化された。
ゲームさんぽの手法はオープン化されており、本家であるなむのチャンネルの他、ライブドアニュースチャンネルや「ゲームさんぽ/よそ見」などのチャンネルが存在する。
ゲームさんぽに台本はなくぶっつけ本番のフリートークである。案内人がゲームの見せたい場所をゲストに見せ、気になる場所があればそこへ向かい語りたいものがあれば語るといった流れで進行する。
ゲームさんぽはコンセプトとして｢世界の見え方の違いっぷりを学ぶ｣を掲げている。これは美術の鑑賞方法｢対話型鑑賞｣をベースとした考えである。対話型鑑賞とは、複数の参加者が作者などの客観情報は無視してただ感じた事を話し合う事で一つの作品を味わう鑑賞方法である。
対話型鑑賞は目の前にあるモノを言葉で意味付けする共同作業でありこれはゲームさんぽにも通ずるとライブドアスタッフのいいだは述べている。

## 歴史

### ゲームさんぽの誕生
なむがゲームさんぽを発案した理由に人によって見えるものが変わると気付いたことがある。なむが『Call of Duty』をプレイしている際、3歳の息子がゲーム内の滑り台や冷蔵庫などのオブジェクトに興味を示した。1年以上もプレイしていたのにそのようなオブジェクトに注目したことは一度もなく、見る人が違うだけでこんなに見えるものが変わるのかと衝撃を受けたという。また2013年にニコニコ動画に投稿された現役自衛隊員が「Call of Duty」を実践訓練さながらにプレイした動画にもその気づきに影響を与えたと語っている。
裏の理由として自身がゲームにつぎ込んだ時間を正当化したい気持ちがあったことも挙げている。
2017年に自身のチャンネルで初の動画を投稿した。そこから2年程で十数本の動画を投稿したが再生数は多くて50回程度と伸び悩む状況が続いた。

### ライブドアニュースとのコラボ動画
2017年の夏頃、美術の教科書編集をしていたいいだはネット上の小さな記事でなむのことを知った。子供たちと対等に話すなむの人柄に興味が湧いたいいだはなむが働く美術館へ足を運び昼過ぎから22時までの長時間話し込んだ。その話の中に出てきたゲームさんぽという企画に興味を惹かれた。いいだがライブドアニュースに転職するとライブドアが新しい方向性を模索していたこともありゲームさんぽをライブドアニュースで投稿することとなった。
なむは20個ほどの企画案を提出しその中から「気象予報士×ゼルダの伝説ブレス オブ ザ ワイルド」「精神科医× デトロイト ビカム ヒューマン」「弁護士 × グランドセフトオートV」の3つの案が採用された。気象予報士には石原良純、精神科医には名越康文、弁護士には水野祐をキャスティングした。
2019年に動画が投稿され3本全てが100万再生超えのヒットとなった。

### ライブドアニュースでのシリーズ化
コラボ動画の反響を受けライブドアニュースはゲームさんぽをシリーズ化することを決定した。なむが他の人にやって欲しいと希望したためライブドア側で独立して動画制作することとなった。案内人は芸人やライブドアスタッフが務める。

### 騒動
2023年2月14日、ライブドアは堀江貴文がニュースの解説を行う動画をライブドアニュースのYouTubeチャンネルに投稿すると発表した。動画の投稿と同時にチャンネル名が「ゲームさんぽ/ライブドアニュース」から「ライブドアニュース」に変更された。この突然の変更に視聴者からは「ゲームさんぽが終わるのか?」などの戸惑いの声が上がりtwitter上では「ゲームさんぽ」がトレンド入りする事態となった。
この背景にはこれまでLINEの一部門であったライブドアが2022年12月に分社化されると同時にミンカブ・ジ・インフォノイド（ミンカブ）に売却されたことに加え、2006年発生のライブドア事件以降、同社の経営から手を引いていた堀江が17年ぶりに同社のエグゼクティブ・アドバイザーとして、2023年2月14日付で復帰した経緯がある。
2023年2月15日、この騒動を受け、ミンカブは「これまで『ゲームさんぽ』『おしごとさんぽ』など、幅広い題材を専門家の方々に解説していただく動画を作ってきました。今後はこれまでの取り組みに加え、さらに多岐にわたるジャンルの動画を制作し、多くのユーザーの方々に楽しんでいただけるようにしてまいります。そのため、チャンネル名は今後のコンテンツ拡充を視野に入れ、媒体名である「ライブドアニュース」に変更いたしました。なお、過去に公開された「さんぽ」動画が削除されることはございません」と声明を発表した。
同日深夜、ゲームさんぽスタッフのいいだはこの一件とは別だと前置きした上で、いいだとマスダの二人は2月をもってライブドアを円満退社すると発表、ゲームさんぽは個人的に続けるとした。
2023年2月20日、ライブドアはゲームさんぽ動画を今後も投稿すると発表した。今まで企画に携わってきた社員と後任社員が担当、過去のゲームさんぽ動画も削除する予定はないとした。
この騒動が発生した当初はユーザーの反感を招き、チャンネル登録者数が大きく減少したものの、現在は双方ともゲーム企画が問題なく更新されているため、再生数と登録者は持ち直している傾向にある。

### ゲームさんぽ/よそ見
2023年3月、ライブドアを退社したゲームさんぽの元スタッフを中心に東京都文京区に「よそ見」を設立。同年5月18日から「ゲームさんぽ/よそ見」のチャンネル名で新作動画をYouTubeとニコニコチャンネルで順次配信公開することを同月17日に発表した。

## みんなのゲームさんぽ
なむは「ゲームさんぽ」を一定の条件を守ることで誰でも商標権を利用可能なオープンな枠組みとした。オープン化にはデイリーポータルZの石川大樹のヘボコンを参考にした。ライブドアニュースでのシリーズ化もこのオープン化の一環である。
Vtuberの懲役太郎も元ヤクザであることを活かしたゲームさんぽ動画を投稿している。
公式サイトにゲームさんぽへの参加方法が記載されている。
1. ゲームを誰かと一緒にプレイする
2. ゲーム内のマップやキャラクター、オブジェクトなどを観察する
3. インターネットでシェアする

## 評価
映画監督の押井守は、自身の連載企画「押井守のサブぃカルチャー70年」で『ゲームさんぽ/ライブドアニュース』チャンネルを紹介した。その道の権威といえる専門家を呼んでおり到底個人ではできないものである。どの動画も面白いが一番のお気に入りはゲーム内の世界で俳人に俳句を詠んでもらう動画だと語った。

## 書籍
2021年5月14日から6月28日にかけて実施したクラウドファンディングで1300万円以上の資金を集め書籍化が決定した。2022年3月18日、白夜書房より『ゲームさんぽ 専門家と歩くゲームの世界』が発売された。
- ゲームさんぽ 専門家と歩くゲームの世界　いいだ、なむ著　ISBN 9784864943093